# 15 cm Kanone 16
15 cm Kanone 16 – niemiecka ciężka armata polowa dalekiego zasięgu o kalibrze 149 milimetrów używana w końcowym okresie I wojny światowej i w początkowym okresie II wojny światowej.
Aż do 1916 Armia Cesarstwa Niemieckiego nie posiadała „prawdziwej” artylerii dalekosiężnej, wszystkie ówczesne działa tego typu używane na froncie zachodnim były konstrukcjami ad hoc, najczęściej do tej roli używano armat okrętowych lub dział obrony wybrzeża umieszczanych na improwizowanych podwoziach różnego typu. W 1916 ostatecznie zdecydowano, że potrzebne są armaty specjalnie do tego celu zaprojektowane i zbudowane, w szranki stanęły zakłady Krupp i Rheinmetall AG. Oba projekty otrzymały identyczną nazwę 15 cm Kanone 16 (K 16) i były praktycznie identyczne, ostatecznie zwyciężyła konstrukcja Kruppa.
Z wyjątkiem niezwykle długiej jak na tej klasy armatę (o długości ponad 42 kalibrów), K 16 była konstrukcją bardzo konwencjonalną. Z powodu znacznego ciężaru była transportowana w dwóch częściach – osobno lufa i łoże.
K 16 była jedną z najlepszych armat na ówczesnym froncie, jej zasięg wynoszący około 22 kilometrów oznaczał, że mogła ona być używana przeciwko wielu celom położonym głęboko za linią frontu, a tylko najcięższe działa ententy mogły nawiązać wymianę ognia z tą armatą. Pomimo swojego znacznego ciężaru była znacznie łatwiejsza w transporcie niż brytyjskie czy francuskie armaty o podobnych osiągach.
Po zakończeniu I wojny światowej większość wyprodukowanych dział tego typu przekazano jako reparacje wojenne do kilku krajów Europy Zachodniej, najwięcej egzemplarzy otrzymała Belgia, ale część armat pozostała w rękach niemieckich i były one wykorzystywane w początkowej fazie II wojny światowej, w tym także podczas inwazji na Polskę we wrześniu 1939.